# Ko Tao
Ko Tao (in lingua thai: เกาะเต่า, trascritto anche Koh Tao, lett. "Isola tartaruga") è un'isola della Thailandia situata al largo della costa occidentale del Golfo del Siam (70 km circa), tra le province di Chumphon e Surat Thani. Si estende su una superficie complessiva di 21 km². Politicamente l'isola forma un sottodistretto (tambon) all'interno del Distretto (Amphoe) di Ko Pha Ngan, nella Provincia di Surat Thani. Alla fine del 2006 la sua popolazione ufficiale era di 1.382 abitanti. L'insediamento principale, nonché principale porto dell'isola, è Ban Mae Hat.
Il nome dell'isola deriva dalle molte tartarughe che fino a qualche anno fa si riproducevano sulle sue spiagge tranquille e dalla curiosa forma dell'isola stessa. Assieme alle più grandi Ko Samui e Ko Phangan e ad altre isole minori, forma l'arcipelago di Mu Ko Samui.
Nel primo volume del dizionario geografico di Joseph Emerson Worcester, Ko Tao era conosciuta con il nome di “Pula Bardia”.

## Economia e Territorio
L'economia dell'isola è quasi completamente incentrata sul turismo. Ko Tao è infatti conosciuta dagli appassionati di immersioni subacquee di tutto il mondo per le numerose scuole e associazioni sportive che permettono di ottenere facilmente ed economicamente certificati di immersioni “Open Water Diver”. Le principali guide turistiche pubblicizzano i fondali poco profondi, le acque trasparenti e le affascinanti barriere coralline dell'isola come ideali per la pratica dell'immersione sportiva anche per principianti. L'interno dell'isola è ricco di vegetazione lussureggiante e selvaggia.

## Storia
Ko Tao, inizialmente disabitata, era utilizzata come approdo da pescatori della zona e rifugio da alcuni pirati che infestavano il Golfo del Siam. Il 18 giugno 1899, Sua Maestà il re Chulalongkorn (Rama V, 1853-1910) visitò Ko Tao e lasciò come prova del suo passaggio il suo monogramma su un enorme masso a Jor Por Ror Bay accanto a Sairee Beach. Questo luogo è ancora oggi venerato e trattato con rispetto.
Dal 1933 l'isola fu utilizzata come carcere politico, vista la distanza considerevole dalla terraferma, fino al 1947, quando il primo ministro dell'epoca, Khuang Aphaiwong, chiese ed ottenne l'amnistia reale per tutti i detenuti dell'isola. Da allora Ko Tao venne abitata liberamente da alcuni cittadini della vicina Ko Pha Ngan che iniziarono a coltivare la sua terra fertile, vivendo inoltre di pesca e raccogliendo noci di cocco. Lentamente ma costantemente la popolazione dell'isola crebbe, nonostante le difficoltà a raggiungerla. Tra la fine degli anni ottanta e l'inizio degli anni novanta del secolo scorso, i saccopelisti cominciarono ad arrivare dalla più famosa e frequentata isola di Ko Pha Ngan, trasformando progressivamente la tranquilla Ko Tao nell'attuale attrazione turistica e sportiva.

## Galleria d'immagini

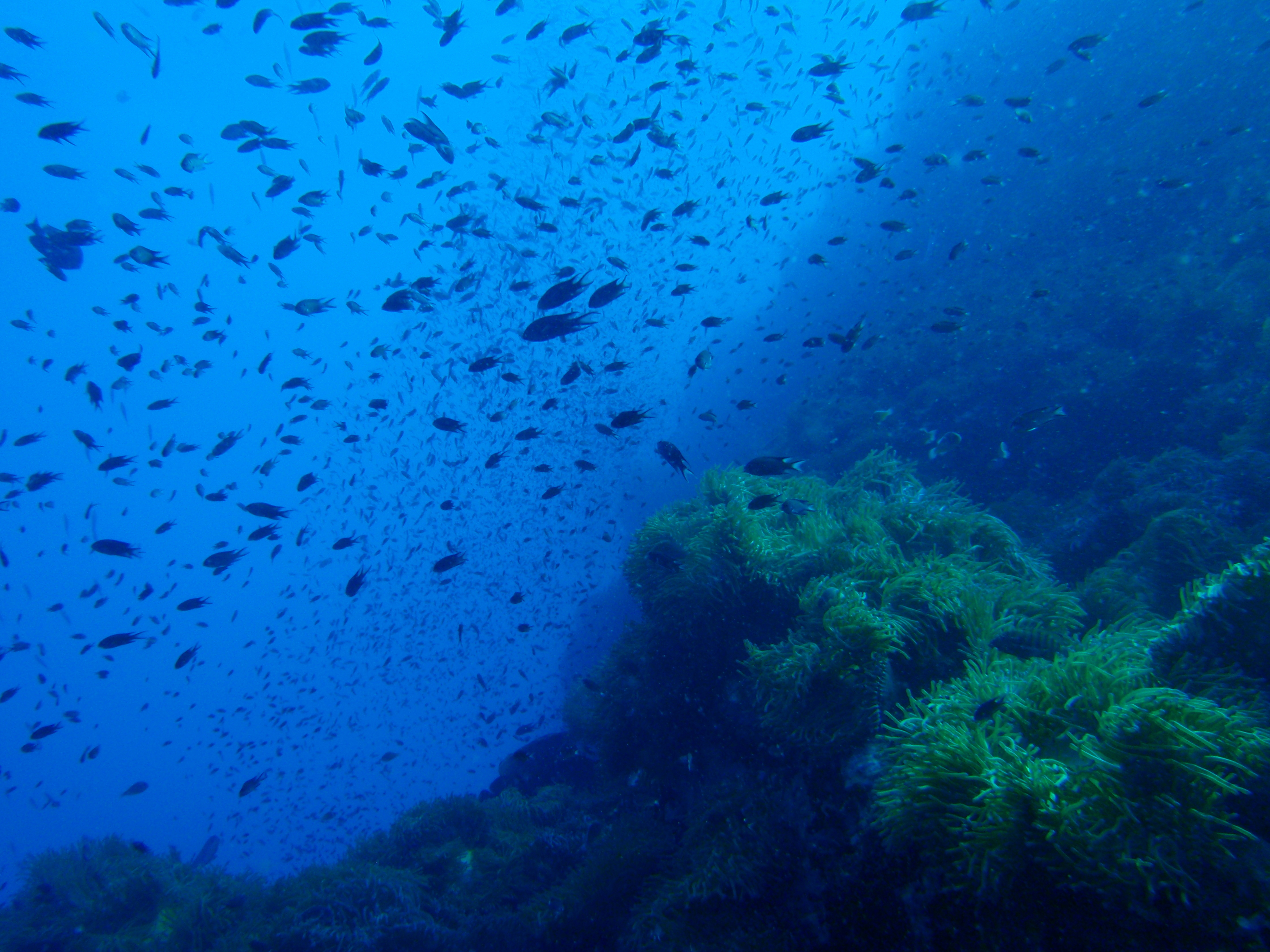
Fondali presso il Southwest Pinnacle
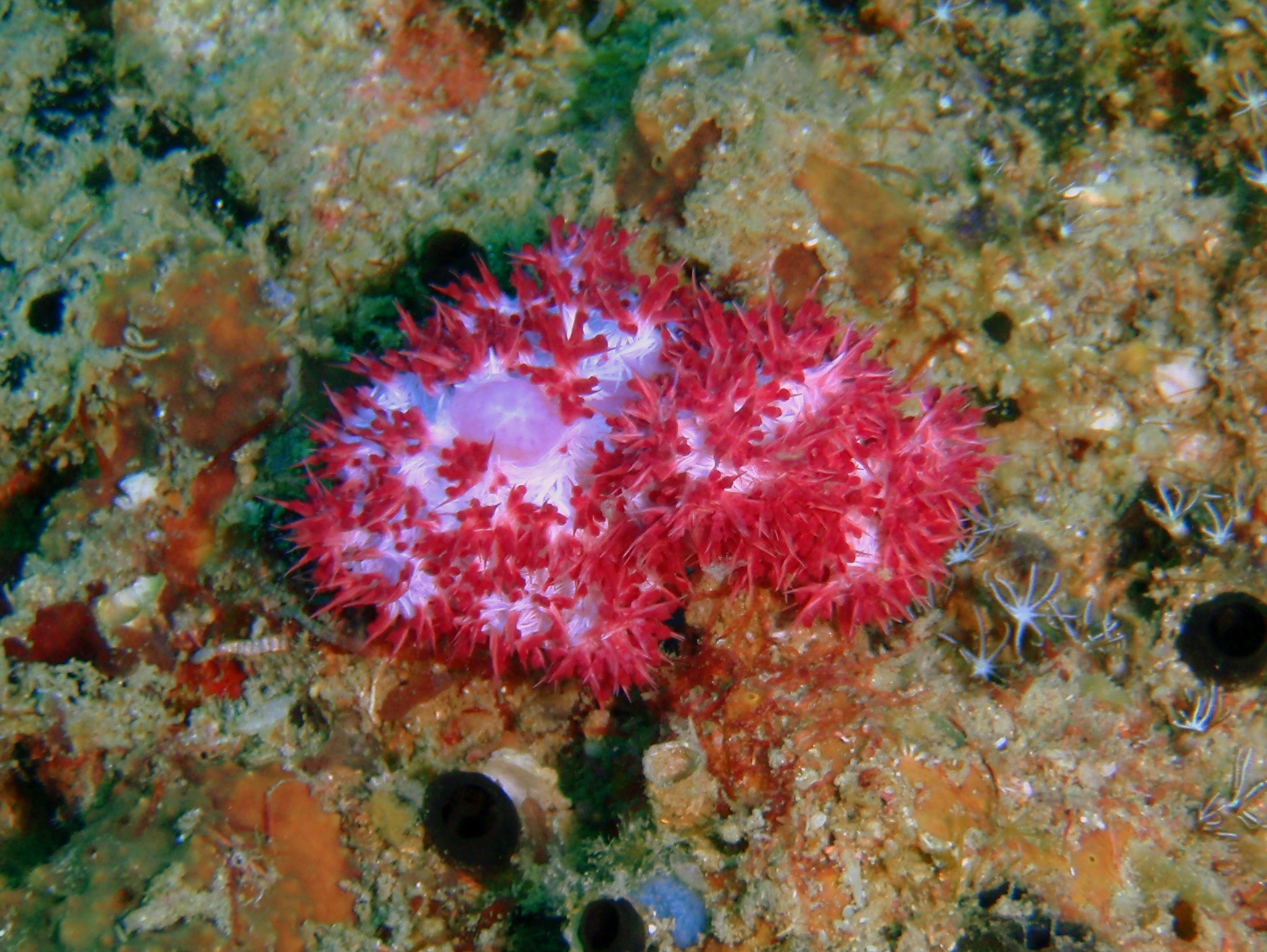
Fondale di Shark Island, formazione rocciosa presso la costa sud-ovest di Ko Tao
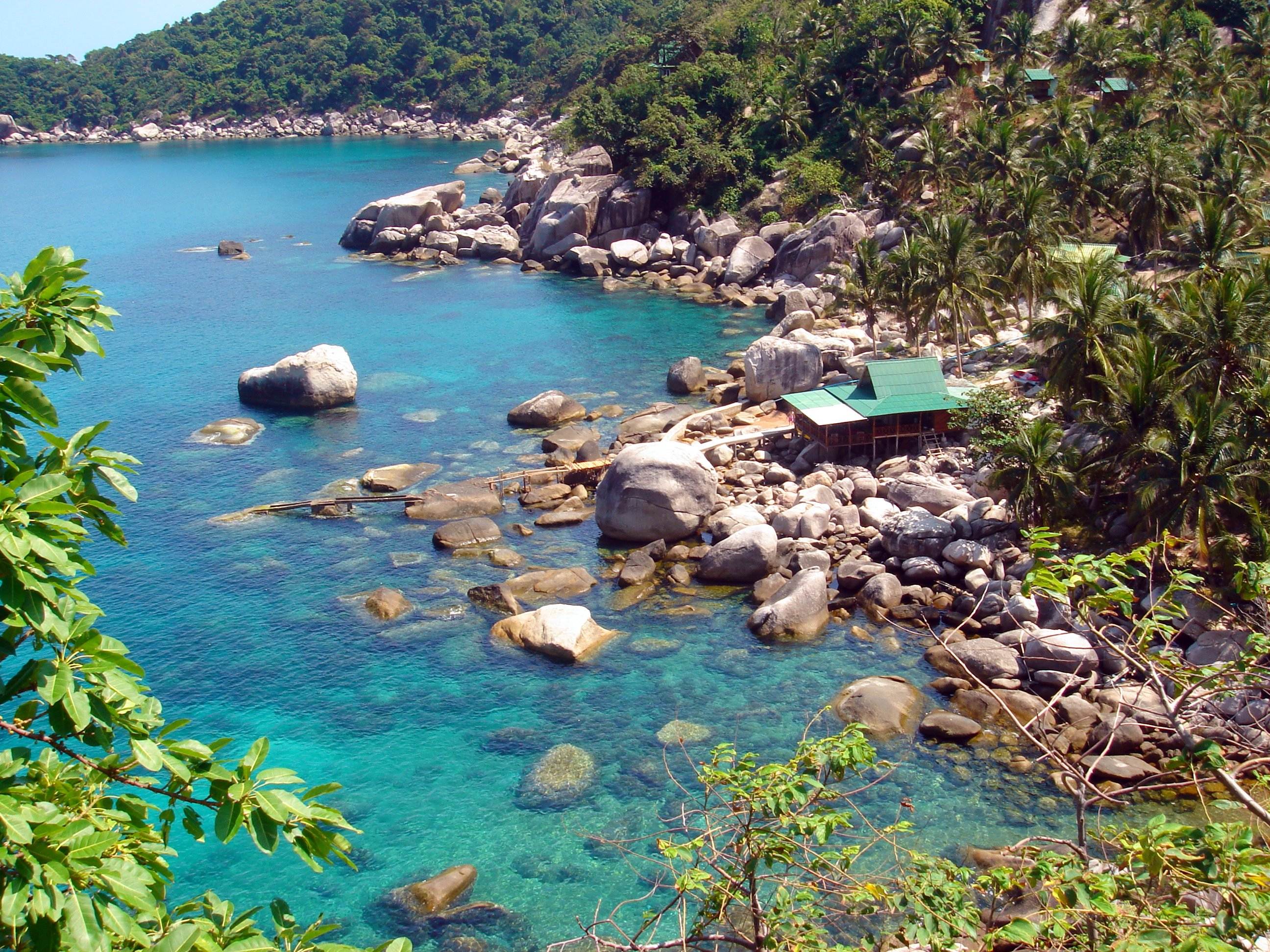
Mango Bay, nel nord dell'isola
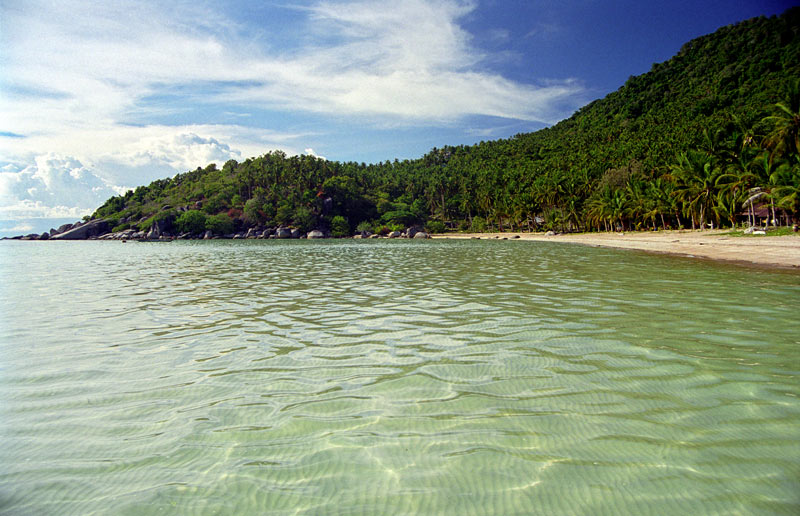
Estremità a nord della spiaggia Saree, la più grande di Ko Tao
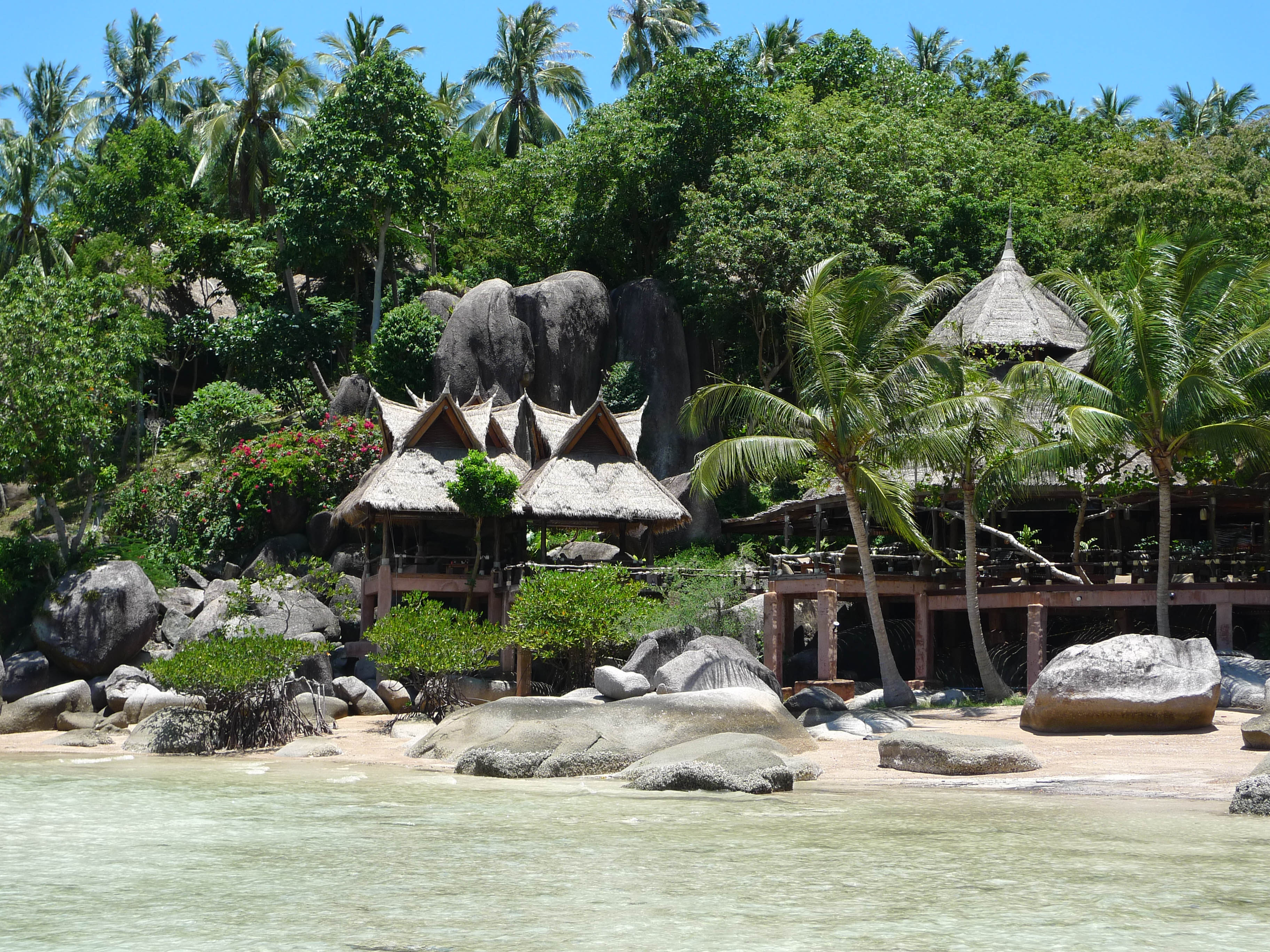
Estremità a sud della spiaggia Saree
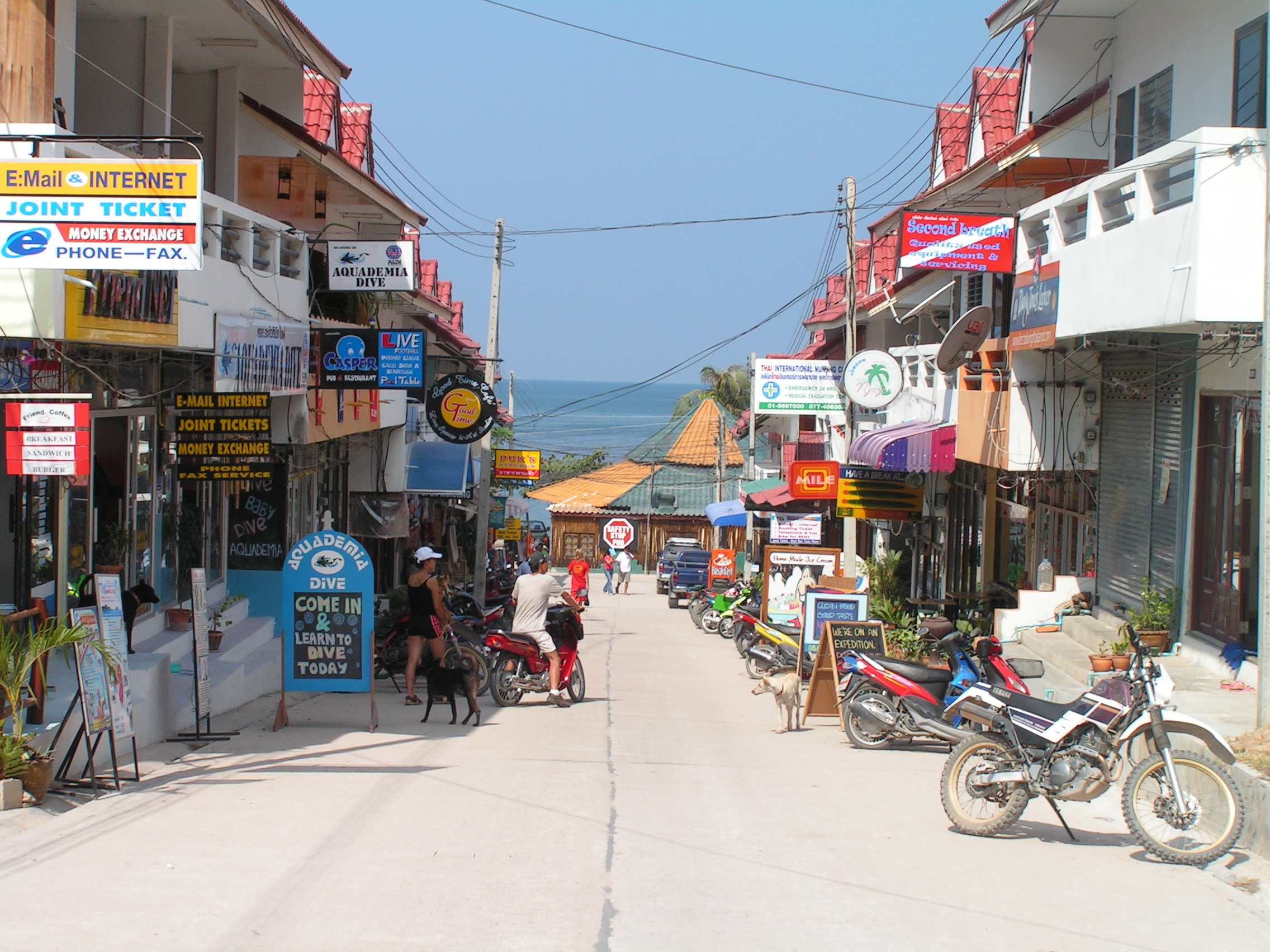
Scorcio di Mae Had, porto e insediamento principale
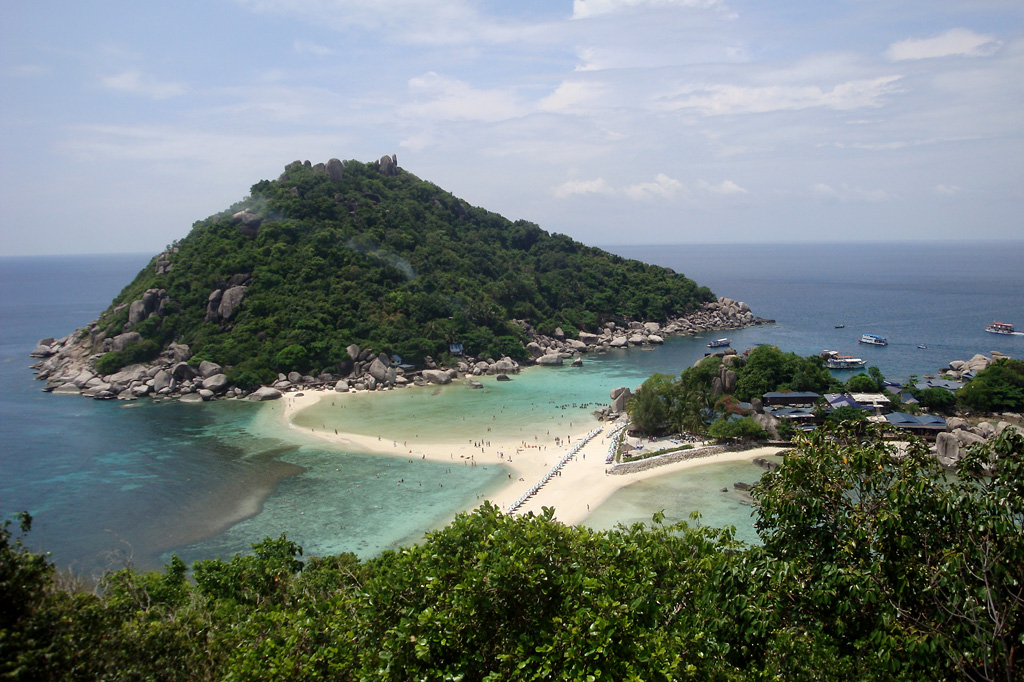
Ko Nangyuan, piccola isola nei pressi della costa di nord-ovest